# Бертран, Жозеф (спортсмен)
Жозеф Бертран (фр. Joseph Bertrand, 13 июля 1877 — 5 августа 1918) — французский ватерполист и пловец, серебряный призёр летних Олимпийских игр 1900.
В водном поло на Играх Бертран входил в состав первой французской команды. Она проиграла в четвертьфинале Великобритании со счётом 12:0, и не смогла пройти дальше.
Также, Бертран участвовал в нескольких плавательных дисциплинах. В гонке на 200 м с препятствиями он занял итоговое девятое место. В командной гонке на 200 м его команда заняла вторую позицию, выиграв серебряные медали.